# Ciudad de Vigo Básquet
Ciudad de Vigo Básquet fue un equipo de baloncesto profesional con sede en la ciudad gallega de Vigo (Pontevedra) España. Fue fundado en el año 2004 y desapareció en el julio de 2010 debido a problemas económicos.
Disputaba sus encuentros como local en el pabellón de As Travesas, con capacidad para 4500 espectadores.

## Nombres comerciales
- Gestibérica Vigo (2006-2008)
- Gestibérica Ciudad de Vigo (2008-2009)
- Ciudad de Vigo (2009-10)

## Trayectoria
| Temporada | Nivel | División   | Pos. | Postemporada                 | TR    | PO  | Copa            | Copa |
| --------- | ----- | ---------- | ---- | ---------------------------- | ----- | --- | --------------- | ---- |
| 2006-07   | 3     | LEB 2      | 17.º | Descenso                     | 12-22 | –   | –               | –    |
| 2007-08   | 4     | LEB Bronce | 1.º  | Ascenso                      | 23-9  | –   | Copa LEB Bronce | SF   |
| 2008-09   | 3     | LEB Plata  | 6.º  | Cuartos final (7.º)/ Ascenso | 18-12 | 0-3 | –               | –    |
| 2009-10   | 2     | LEB Oro    | 18.º | Descenso                     | 6-28  | –   | –               | –    |